# 鈣生植物
鈣生植物（英語：calcicole、calciphyte或calciphile），顧名思義，就是一種在石灰質豐富的土壤也能茁壯生長的植物。「Calcicole」這個字源自拉丁文。
在酸性的條件下，鋁的可溶度提高，而磷酸鹽則會下降。 因此，在酸性土壤中生長的鈣生植物，往往帶有鋁的毒性。
相對於鈣生植物，那些在酸性土壤也能茁壯生長的植物，我們稱之為嫌鈣植物（calcifuge）。

## 鈣生植物的例子
- 甜菜頭（Beet）
- 威靈仙（Clematis）
- 一些歐洲蘭花
- 一些肉質植物：屬虎尾蘭和Titanopsis的 仙人掌屬Thelocactus 。